# Gelbbrauen-Brillenvogel
Der Gelbbrauen-Brillenvogel (Heleia superciliaris, Syn.:  Lophozosterops superciliaris) ist eine Vogelart aus der Familie der Brillenvögel.

## Beschreibung
Der Gelbbrauen-Brillenvogel erreicht eine Länge von 12,7 Zentimetern. Die Oberseite ist olivgrün. Mantel und Bürzel sind lebhaft olivgrün. Der Oberkopf ist grünlicholiv mit einer dunkelbraunen Verwaschung. Der Kopf ist durch einen blass schwefelgelben Zügelstrich gekennzeichnet. Über dem Zügelstrich ist ein schwefelgelber Augenbrauenstreifen zu erkennen, der sich bis auf die Schläfe zieht. Um die Iris ist ein weißer Augenring. Die Kopfseiten sind olivgrau mit einem silbrigen Schimmer. Die Unterseite ist schwefelgelb. Die Flanken sind olivgrün verwaschen. Sein Gesang besteht aus sprudelnden Trillern.

## Lebensraum und Lebensweise
Der Gelbbrauen-Brillenvogel kommt auf den indonesischen Inseln Sumbawa und Flores vor. Er bewohnt Bergwälder in Höhenlagen zwischen 1.000 und 2.100 m. Am zahlreichsten ist er in geschlossenen Wäldern in Höhenlagen zwischen 1.600 und 1.800 m zu beobachten. Er bewohnt das mittlere Waldstockwerk und geht in kleinen Gruppen auf Nahrungssuche. Gelegentlich ist er auch in gemischten Vogelschwärmen anzutreffen. Seine Nahrung besteht aus Insekten.